# Nationaal park Mgahinga Gorilla
Het Nationaal park Mgahinga Gorilla (Engels: Mgahinga Gorilla National Park (MGNP) ) is met 33,7 km² een relatief klein wildpark gelegen in het district Kisoro bij Kisoro in Oeganda. Het park in het Virungagebergte is habitat voor berggorilla's. Het ligt in het uiterste zuidwesten van Oeganda aan de grens met Rwanda waar het nationaal park der vulkanen aansluit op dit park en aan de grens met DR Congo met het Nationaal Park Virunga.
Bwindi Impenetrable Forest · 
Kibale · 
Kidepo Valley · 
Lake Mburo · 
Mgahinga Gorilla · 
Mount Elgon · 
Murchison Falls · 
Queen Elizabeth · 
Rwenzori Mountains · 
Semuliki